# Abraham (téléfilm)
Pour les articles homonymes, voir Abraham (homonymie).
Pour plus de détails, voir Fiche technique et Distribution.
Abraham est une mini-série en 2 parties, issue d'une coproduction internationale entre les États-Unis, la France, l'Allemagne, l'Italie et la République tchèque, réalisée par Joseph Sargent, diffusé en 1993.

## Synopsis
Le film présente des étapes de la vie d'Abraham, personnage biblique de la Genèse, l'un des principaux patriarches du judaïsme, du christianisme et de l'islam....

## Fiche technique
- Titre : Abraham
- Réalisation : Joseph Sargent
- Scénario : Robert McKee
- Version française : Jean-Pierre Dorat
- Directeur de la photographie : Raffaele Mertes, A.I.C.
- Conseiller pour la bande originale et la musique : Ennio Morricone
- Musique de : Marco Frisina
- Casting par : Davis & Zimmerman, London & Shaila Rubin, Rome
- Costumes par : Enrico Sabbatini
- Produit par : Lorenzo Minoli
- Producteur exécutif : Gerald Rafshoon
- Année de production : 1993
- Langue originale : anglais
- Lieu du tournage : Ouarzazate (Maroc)

## Distribution
- Richard Harris  (VF : William Sabatier) : Abraham
- Barbara Hershey : Sarah
- Maximilian Schell : le pharaon
- Vittorio Gassman (VF : Jean-Claude Michel)  : Terah
- Carolina Rosi : Hagar
- Andrea Prodan : Loth : le neveu d'Abraham
- Gottfried John : Éléazar
- Kevin McNally : Nahor
- Simona Ferraro : Chartoff : la femme de Lot
- Tom Radcliffe : Serug
- Jude Alderson : Mikah
- Evelina Meghangi : Reumah
- Danny Mertsoy : Ismaël enfant (âge 9 ans)
- Giuseppe Peluso : Ismaël adolescent (âge 16)
- Timur Yusef : Isaac enfant 1 (âge 5 ans)
- Taylor Scipio : Isaac enfant 2 (âge 11 ans)